# Troubelice
Troubelice (deutsch Treublitz) ist eine Gemeinde in Tschechien. Sie liegt sechs Kilometer nördlich von Uničov und gehört zum Okres Olomouc.

## Geographie
Das Waldhufendorf Troubelice erstreckt sich am östlichen Rande der Úsovská vrchovina (Ausseer Hügelland) auf einer Länge von zweieinhalb Kilometern im Tal des Baches Selka.
Nördlich erhebt sich die Hůrka (Hurkaberg, 341 m), im Nordosten die Dlouhá hora (280 m), östlich die Padělky (264 m), im Süden der Vystříbro (Silberberg, 289 m), südwestlich die Holubice (380 m), im Westen die Račůvka (370 m) sowie nordwestlich die Skalka (425 m) und der Kárník (Karnikberg, 400 m). Am westlichen Ortsrand verläuft die Bahnstrecke Šternberk–Lichkov; der Bahnhof Troubelice liegt südlich des Ortes auf freiem Feld, der Haltepunkt Troubelice zastávka in Sídliště. Gegen Osten befindet sich der Teich Šumvaldský rybník.
Nachbarorte sind Hradečná im Norden, Hradec und Šumvald im Nordosten, Dlouhá Loučka im Osten, Horní Sukolom, Plíškův Mlýn, Valcha, Nová Dědina und Lazce im Südosten, Uničov, Benkov und Medlov im Süden, Dědinka, Holubice und Úsov im Südwesten, Klopina und Pískov im Westen sowie Veleboř, Sídliště und Lipinka im Nordwesten.

## Geschichte
Der Ort ist ein Fundplatz der älteren Lengyel-IV-Phase. Archäologische Funde wie Steinbeile, Pfeilspitzen und Werkzeuge sowie Knochen- und Siedlungsreste belegen eine frühzeitliche Besiedlung des Gemeindegebietes. Bis ins 11. Jahrhundert war die gesamte Region noch von dichten Urwäldern bestanden. Die Gründung des heutigen Dorfes erfolgte wahrscheinlich in der zweiten Hälfte des 13. Jahrhunderts durch Errichtung einer kleinen Feste mit Hof, um die entlang des Baches schließlich das Dorf anwuchs. Der Ortsname wird von einem Kolonisten Trúbel hergeleitet.
Die erste schriftliche Erwähnung von villa Trúbelicz erfolgte 1313, als König Johann das Dorf zusammen mit Litovel, Uničov, Úsov und Medlov an Jaroslaw und Albert von Sternberg verpfändete. Im Jahre 1324 wurde das Dorf an die Herrschaft Úsov angeschlossen. 1343 wurde der Ort als Trubelicz, 1344 als Trubelecz, 1371 als Trubelcz und Trubelcze, 1389 als Trubelc, ab 1466 als Trubelice, ab 1500 als Traubelicze, 1517 als Trubelce, 1592 als Treibeletz, 1631 als Trubicz, 1672 als Traubeletz und Treübelitz, 1676 als Treüblitz und 1692 als Treyletz bezeichnet. Im Urbar der Herrschaft Aussee ist Treibeletz im Jahre 1600 mit 54 Häusern und 71 Untertanen aufgeführt. Während des Dreißigjährigen Krieges wurde das Dorf 1624 von einem polnischen Söldnerheer geplündert und mehrere Bauern ermordet. In den letzten Kriegsjahren wurde Trubicz von den Schweden drangsaliert, die Mährisch Neustadt auch nach dem Westfälischen Frieden noch bis zum 8. Juli 1650 besetzt hielten. Infolgedessen lagen zahlreiche Gehöfte wüst. Die Matriken wurden seit 1652 in Markersdorf geführt. Die erste Schule wurde in der zweiten Hälfte des 17. Jahrhunderts eingerichtet. In Traubeletz wurde in tschechischer Sprache unterrichtet und während der zu dieser Zeit einsetzenden Germanisierung wurde das Dorf zu einem Zentrum der tschechischen Kultur. Weitere Namensformen waren Treibelitz (ab 1718), Trobelitz (1749), Treibelitium (1771), Treiblitz (ab 1839) und Trobelec (1847). Bis zur Mitte des 19. Jahrhunderts blieb das Dorf immer nach Aussee untertänig.
Nach der Aufhebung der Patrimonialherrschaften bildete Troubelice/Treiblitz ab 1850 eine Gemeinde in der Bezirkshauptmannschaft Littau und dem Gerichtsbezirk Mährisch Neustadt. 1855 wurde die Gemeinde dem Bezirk Mährisch Neustadt und ab 1868 wieder dem Bezirk Littau zugeordnet. Zwischen 1871 und 1873 entstand die Eisenbahn von Olmütz nach Mährisch Schönberg, an der bei Troubelice ein Bahnhof angelegt wurde. Ab 1872 wurde als deutscher Ortsname Treubelitz und ab 1893 Treublitz verwendet. Zum Ende des 19. Jahrhunderts war der Ort eine der bedeutendsten Landgemeinden im Gerichtsbezirk. Ab 1909 gehörte Troubelice zum Bezirk Sternberg. Am Heiligabend 1912 wurde der Ort an das Elektrizitätsnetz angeschlossen. 1923 entstand eine Gemeinde der Tschechoslowakischen Hussitischen Kirche. Im Jahre 1930 lebten in dem Dorf 1082 Menschen, davon waren 1037 Tschechen und 44 Deutsche.
Nach dem Münchner Abkommen wurde das zur tschechischen Sprachinsel gehörige Treublitz am 10. Oktober 1938 an das Deutsche Reich angegliedert und gehörte bis 1945 zum Landkreis Sternberg. Die tschechische Bürgerschule wurde aufgelöst und in ihren Räumlichkeiten eine deutsche Schule eingerichtet. 1939 hatte der Ort 1101 Einwohner. Nach dem Angriff auf die Sowjetunion entstand 1941 am Bahnhof Treublitz ein Kriegsgefangenenlager für Rotarmisten. Bewohner des Dorfes versorgten die Gefangenen heimlich mit Nahrungsmitteln. In Treublitz bildete sich eine tschechische Widerstandsgruppe. Ein Teil ihrer Mitglieder wurde von der Gestapo verhaftet und zehn davon hingerichtet. 1943 beschlagnahmten die Besatzer 24 Gehöfte des Dorfes und ließen sämtliche Gewerbebetriebe schließen. Am 31. März 1945 fand auf dem Militärschießplatz Brattersdorf eine Hinrichtung von 24 am Widerstand gegen den Nationalsozialismus beteiligten Personen aus der Umgebung statt, darunter waren auch vier junge Leute aus Treublitz. Am 6. Mai 1945 nahm die Rote Armee den Ort ein. Nach Kriegsende kam die Gemeinde wieder zur Tschechoslowakei zurück und wurde 1949 dem Gerichtsbezirk Šternberk zugeordnet.
Im Zuge der Gebietsreform von 1960 wurde Troubelice nach der Auflösung des Okres Šternberk dem Okres Olomouc zugeordnet und zugleich Dědinka und Lazce eingemeindet. 1976 erfolgte die Eingemeindung von Nová Hradečná und Pískov. 1980 kamen noch Medlov, Králová, Hlivice und Zadní Újezd als Ortsteile hinzu. Nach der Samtenen Revolution lösten sich Nová Hradečná und Medlov mit Králová, Hlivice und Zadní Újezd 1990 wieder los und bildeten eigene Gemeinden.

## Gemeindegliederung
Die Gemeinde Troubelice besteht aus den Ortsteilen Dědinka (Dörfl), Lazce (Deutschlosen), Pískov (Pissendorf) und Troubelice (Treublitz), die zugleich auch Katastralbezirke bilden. Grundsiedlungseinheiten sind Dědinka, Lazce, Pískov, Troubelice und Troubelice-sídliště.

## Sehenswürdigkeiten
- Katholische Filialkirche Mariä Heimsuchung
- Kirche der Tschechoslowakischen Hussitischen Gemeinde, erbaut 1923
- Kapelle der Jungfrau Maria in Dědinka, geweiht 1927
- Kapelle des hl. Antonius von Padua in Pískov, erbaut 1884
- Kirche in Lazce
- Statue der Jungfrau Maria in Lazce